# Susumu Takanabe
Susumu Takanabe (jap. 高鍋 進 Takanabe Susumu; * 16. August 1976 in Kumamoto, Präfektur Kumamoto, Japan) ist ein japanischer Kendōka (7. Dan Kyoshi) und Polizist in Kanagawa.

## Leben
Takanabe begann 1984 mit dem Kendōtraining. Ab April 1989 besuchte er die Kusunoki-Mittelschule der Stadt Kumamoto (Kumamoto-shiritsu Kusunoki chūgakkō, engl. Kumamoto City Junior High School), dann die PL-Gakuen-Oberschule. Von 1995 an studierte er an der Universität Tsukuba und trat 1999 in den Polizeidienst ein. 

## Erfolge (Auswahl)
(Quelle:)
- 2016: 1. Platz bei der All-japanische Polizei-Meisterschaft
- 2012: Weltmeister im Einzel bei der 15. Kendō-Weltmeisterschaft.
- 2011: 1. Platz bei der All-japanische Meisterschaft
- 2010: 1. Platz bei der All-japanische Meisterschaft
- 2009: 1. Platz bei der All-japanische Polizei-Meisterschaft
- 2007: 2. Platz bei der All-japanische Meisterschaft
- 2006: 3. Platz bei der All-japanische Meisterschaft
- 2005: 1. Platz bei der All-japanische Polizei-Meisterschaft
- 2004: 3. Platz bei der All-japanische Polizei-Meisterschaft